# FK Neptūnas
FK Neptūnas (lt. Viešoji įstaiga – futbolo klubas „Neptūnas“) is een Litouwse voetbalacademie uit Klaipėda.

## Erelijst
- Pirma lyga (D2)

2 plaats: 2022
- Antra lyga (D3)

2 plaats: 2022
- LFF taurė

## Seizoen na seizoen
| Seizoen | Niveau | Liga                 | Plaats | Webplaats   | Opmerkingen |
| ------- | ------ | -------------------- | ------ | ----------- | ----------- |
| 2020    | 3.     | Antra lyga (Vakarai) | 2.     | [ 2 ] [ 3 ] | promoveerde |
|         |        |                      |        |             |             |
| 2021    | 2.     | Pirma lyga           | 10.    | [ 4 ]       |             |
| 2022    | 2.     | Pirma lyga           | 2.     | [ 5 ]       |             |
| 2023    | 2.     | Pirma lyga           | 4.     |             |             |
| 2024    | 2.     | Pirma lyga           | 4.     | [ 6 ]       |             |

## Bekende (ex-)spelers
- Marius Papšys, (2020–2021)
- Aurimas Raginis (2022)